# Gottrupel
Gottrupel (dänisch: Gottrupelle) ist ein Dorf, das zu großen Teilen zu Handewitt gehört. Ein kleiner Teil am Stadtweg gehört zu Flensburg-Friesischer Berg.

## Lage

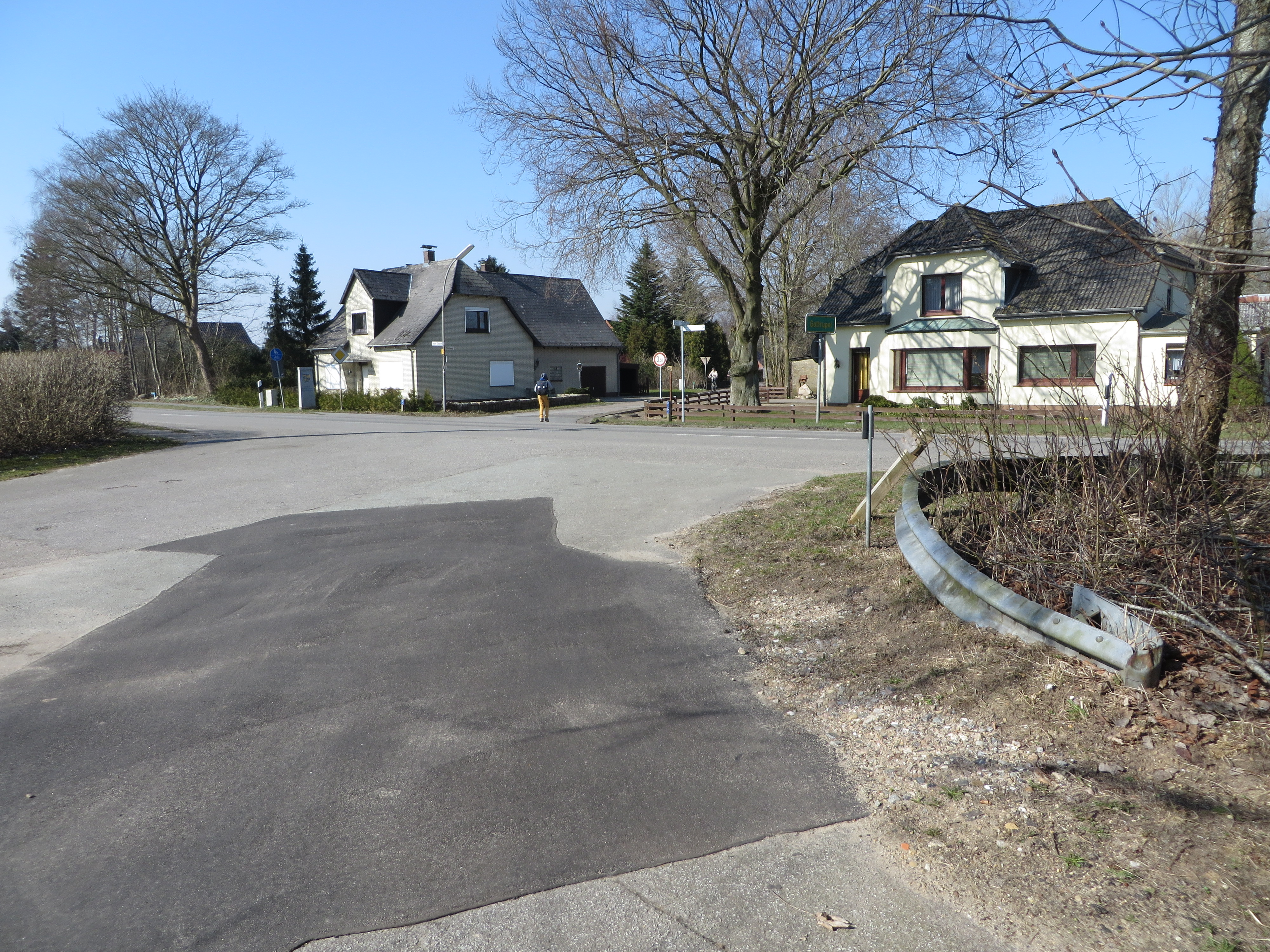
Häuser von Gottrupel am Stadtweg, von denen einige zur Gemeinde Handewitt und einige zu Flensburg gehören. (2015)

Das Dorf liegt oberhalb des Handewitter Dorfes Langberg und oberhalb der von Flensburg kommenden Bundesstraße 199, welche die beiden Dörfer trennt. Als Zufahrtsstraße zu Gottrupel dient die zur B 199 parallel verlaufende Lecker Chaussee. Das ursprüngliche Dorf im Westen ist zudem durch die A7 vom östlichen Dorfgebiet getrennt. Im östlichen Teil existieren heute zwei weitere Siedlungskerne, ein Siedlungskern an der „Chaussee-Häuserzeile“ mit der erwähnten Lecker Chaussee sowie dem benachbarten Stadtweg sowie dem Siedlungskern auf dem Gottrupelfeld am Ihlseeweg.
Im Norden des kleinen Dorfes liegt die deutsch-dänische Grenze. In Richtung des Ortes Handewitt liegt bei Gottrupel der Scandinavia Park, ein großer Einkaufsmarkt, der direkt im Zufahrtsbereich von Handewitt liegt und zu einem großen Teil auch einreisende Kunden aus Dänemark bedient.
Beim Dorf Gottrupel liegen mehrere kleine Teiche und Seen. Am Dorf fließt im Norden der Meyner Mühlenstrom entlang. Ein weiteres Stück nördlich liegt das Dorf Ellund, das heute ebenfalls zu Handewitt gehört. Das Gebiet ist heute noch dünn besiedelt. Östlich von Gottrupel ist das gesamte Flensburger Gebiet, unterhalb des sogenannten Nonnenbergs, einem Hügelgrab, sogar noch unbebaut. Das Gebiet oberhalb mit dem besagten Berg, ist das nördliche Harrisleer Gelände des Stiftungslandes.

## Geschichte

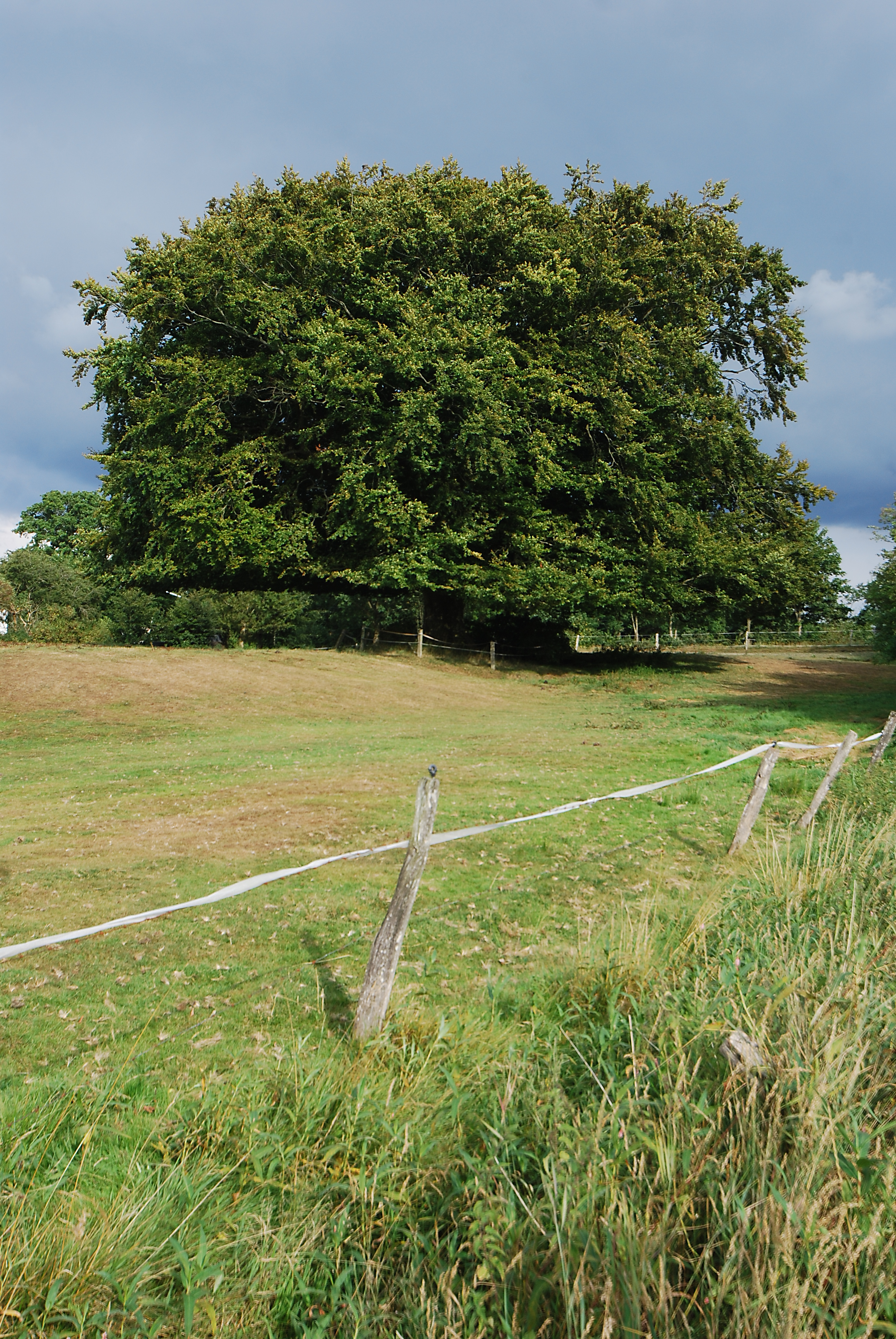
Gottrupeler Buche die zu den Naturdenkmalen der Region gehört.

Im 15. Jahrhundert wurde Gottrupel erstmals in Dokumenten erwähnt. Der Siedlungsname Gottrupel beruht auf den Namensbestandteilen: „Gothi“ (ein Personenname), „torp“ (also Dorf) sowie „elle“(Erle). Gottrupels Ortsname hat somit offenbar die Bedeutung: „Gothis Dorf im Erlengehölz“.
Im Jahr 1938 begann der Kiesabbau bei Gottrupel. In den nachfolgenden Jahrzehnten wurden ausgebeutete Kiesgruben anschließend zu Müllhalden. In den letzten Kriegstagen flüchtete ein großer Teil der verbliebenen NS-Größen nicht in eine angebliche Alpenfestung, sondern über die sogenannte Rattenlinie Nord nach Flensburg. Im Flensburger Stadtteil Mürwik entstand der Sonderbereich Mürwik, wo sich die letzte Reichsregierung unter Karl Dönitz aufhielt. Am 11. März 1946 wurde auf einem Hof des Dorfes Gottrupel der unter falschem Namen untergetauchte KZ-Kommandant des KZ Auschwitz Rudolf Höß von den Briten verhaftet und an Polen ausgeliefert, wo er vor Gericht gestellt und schließlich 1947 in Auschwitz hingerichtet wurde. Dessen zurückgelassener Mantel befindet sich heute im Fundus des Flensburger Museums.
In den 1960er Jahren entstand nach dem ursprünglichen Dorf am „Meyner Mühlenstrom“ und neben dem Bereich an der „Chaussee-Häuserzeile“, der dritte Siedlungskern auf dem Gottrupelfeld. 1963 verkauften Gottrupeler Bauern 100 Hektar der Gemarkung an das Bundesvermögensamt. Harrislee und Flensburg gaben weitere angrenzende Flächen an das Bundesvermögensamt ab. Auf diese Weise entstand ein neues großes Truppenübungsgelände der Briesen-Kaserne in Weiche. 1967 wurde die Schule von Gottrupel nahe der Autobahnbrücke geschlossen. Die Kinder besuchten seitdem die Dörfergemeinschaftsschule im Ort Handewitt.
In den 1990er Jahren wurde die Briesen-Kaserne in Weiche geschlossen. Daraufhin erwarb die Stiftung Naturschutz große Teile des Truppenübungsplatzes und wies das Gebiet als Stiftungsland aus.
2011 wurde nahe der B 199 der Solarpark Gottrupel aufgebaut. Heute sind die Kiesgruben und Müllhalden Gottrupels geschlossen. Die Natur hat sich weite Flächen des Gebietes zurückerobert.